# Saint-Vincent-de-Boisset
Saint-Vincent-de-Boisset ist eine französische Gemeinde mit 972 Einwohnern (Stand: 1. Januar 2022) im Département Loire in der Region Auvergne-Rhône-Alpes. Sie gehört zum Arrondissement Roanne, zum Kanton Le Coteau und zum Gemeindeverband Roannais Agglomération. 

## Geografie
Die Gemeinde Saint-Vincent-de-Boisset liegt etwa fünf Kilometer südöstlich von Roanne am Loire-Nebenfluss Rhins, der die westliche Gemeindegrenze bildet. Umgeben wird Saint-Vincent-de-Boisset von den Nachbargemeinden Perreux im Norden und Osten, Notre-Dame-de-Boisset im Süden, Parigny im Südwesten sowie Le Coteau im Westen und Nordwesten. Durch die Gemeinde führt die Route nationale 7.

## Bevölkerungsentwicklung
| Jahr                       | 1962 | 1968 | 1975 | 1982 | 1990 | 1999 | 2006 | 2012 | 2022 |
| -------------------------- | ---- | ---- | ---- | ---- | ---- | ---- | ---- | ---- | ---- |
| Einwohner                  | 368  | 431  | 554  | 656  | 811  | 878  | 877  | 873  | 972  |
| Quellen: Cassini und INSEE |      |      |      |      |      |      |      |      |      |

## Sehenswürdigkeiten
- Kirche Saint-Vincent
- Schloss Saint-Vincent-de-Boisset, 1768 bis 1779 erbaut, seit 1991 Monument historique

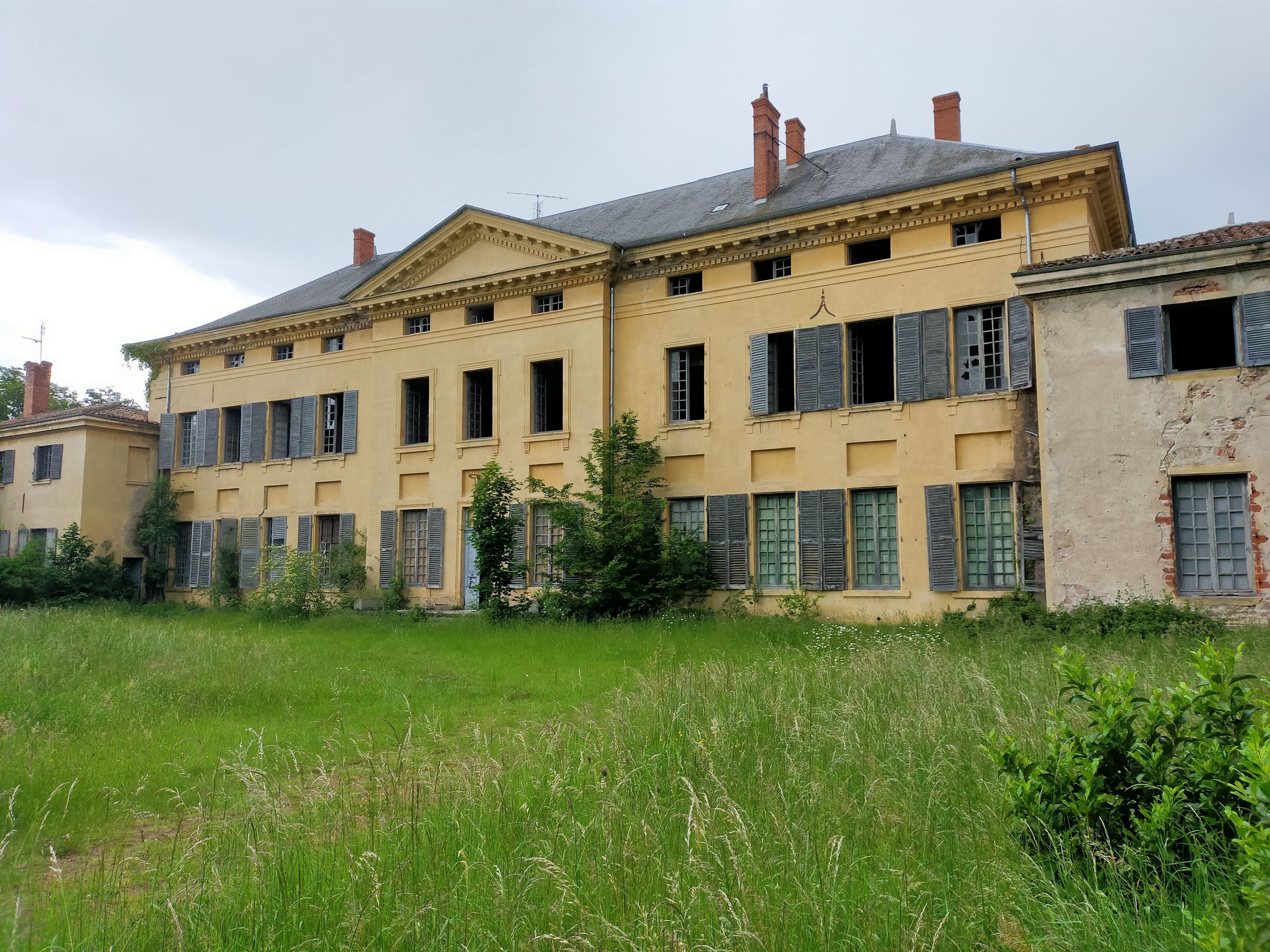
Schloss
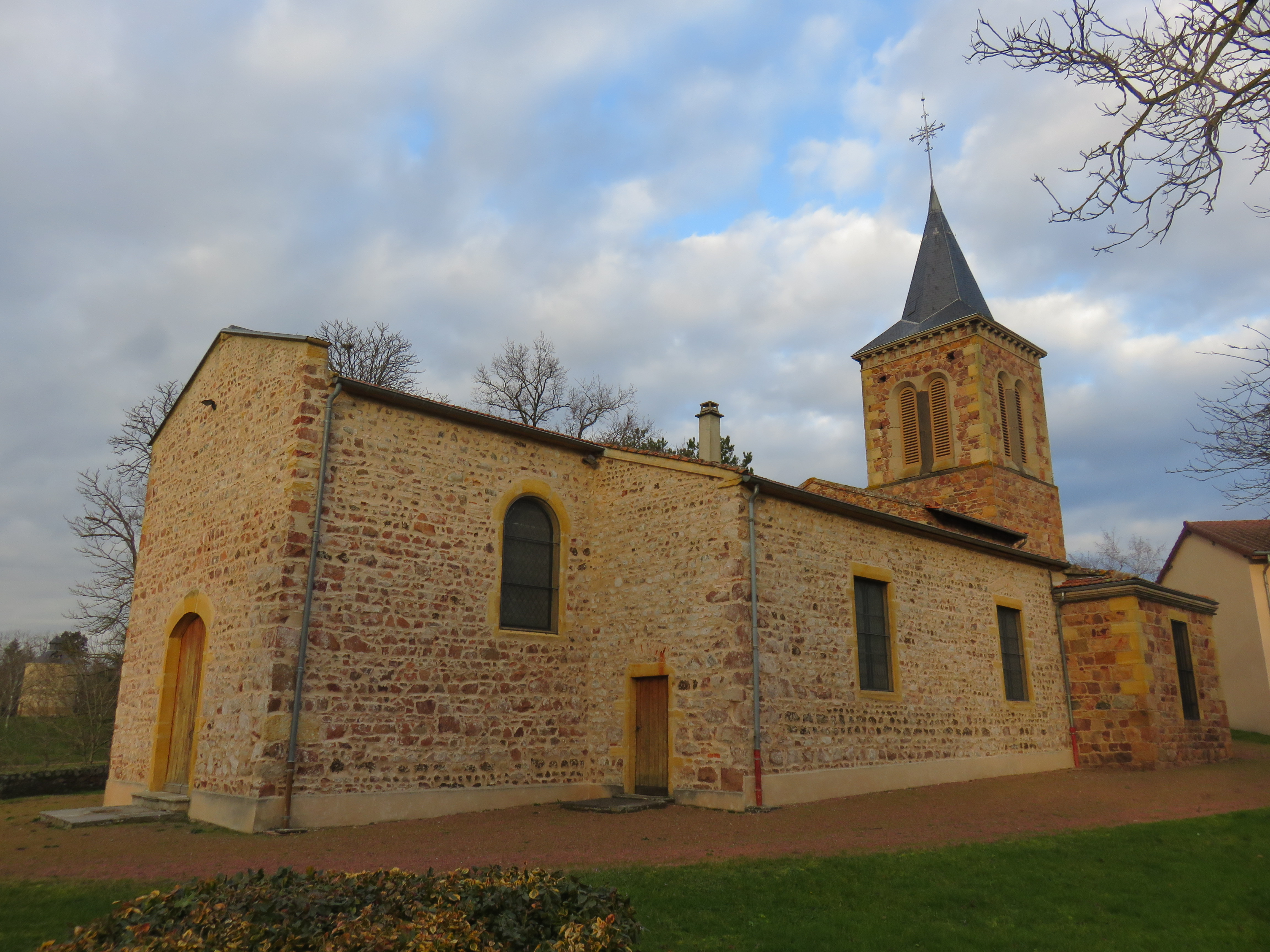
Kirche Saint-Vincent
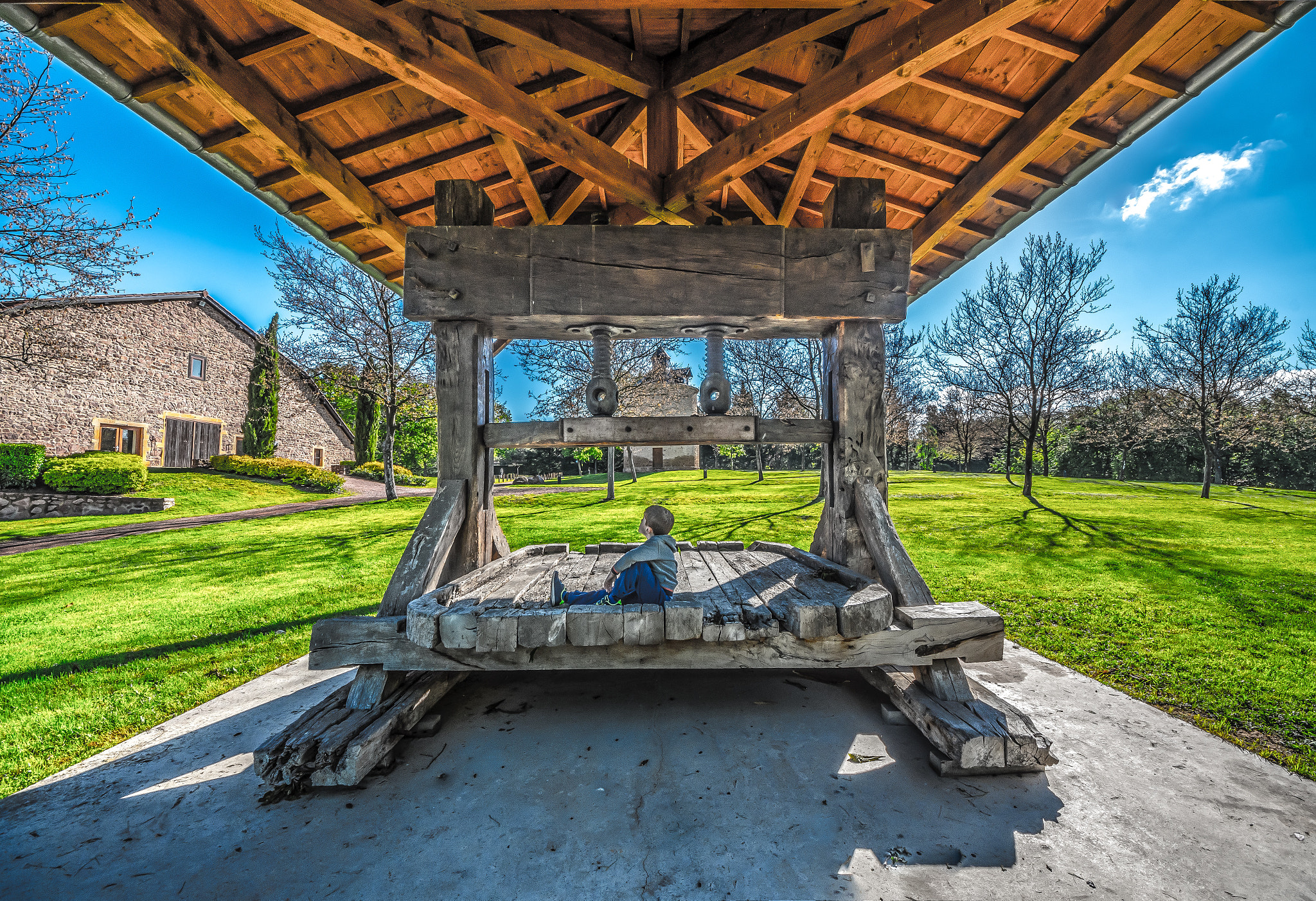
Weinpresse
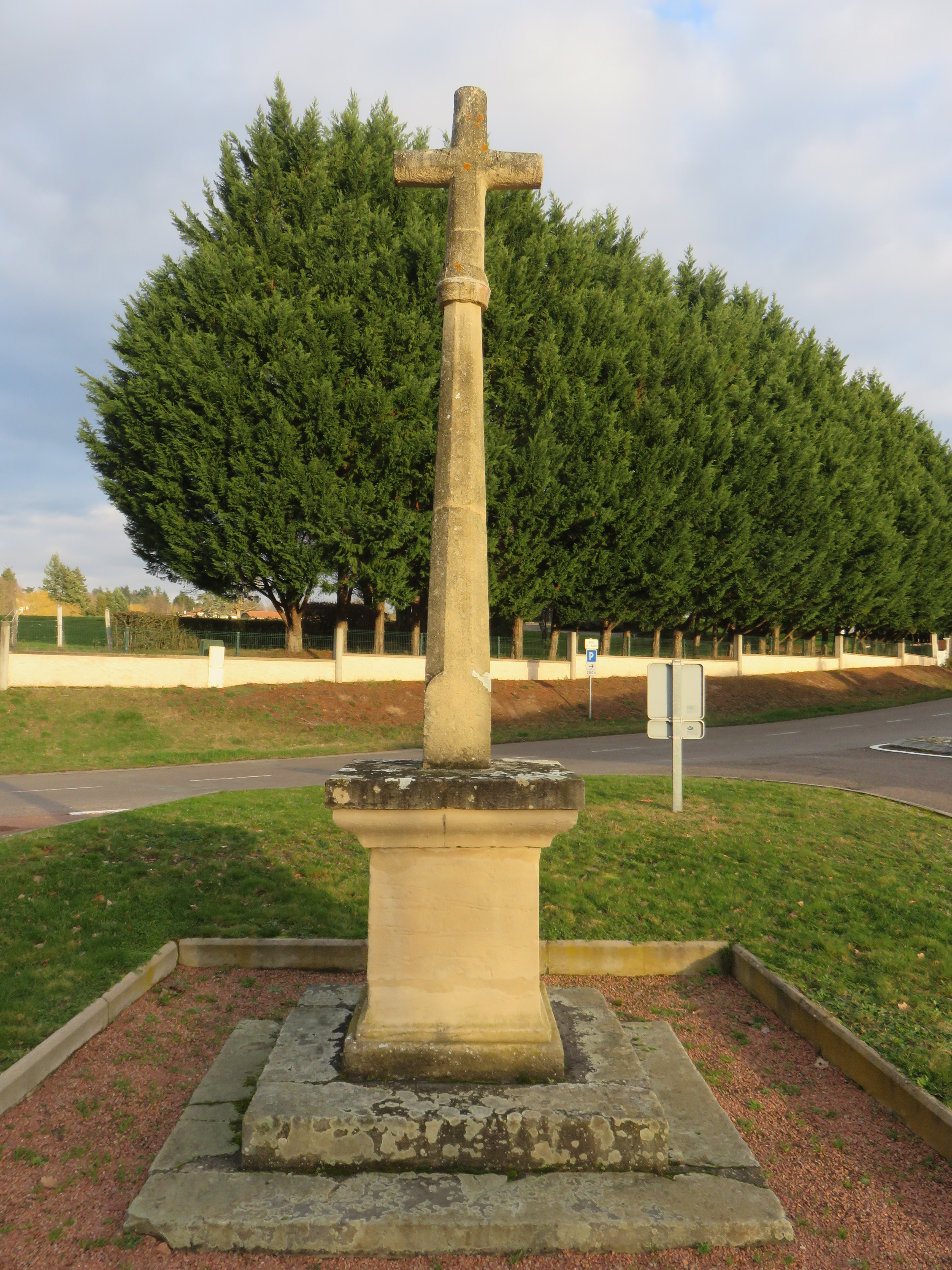
Missionskreuz